# Eubranchus virginalis
Eubranchus virginalis is een slakkensoort uit de familie van de Eubranchidae. De wetenschappelijke naam van de soort is voor het eerst geldig gepubliceerd in 1949 door Baba.